# 京都府道251号富野荘八幡線
京都府道251号富野荘八幡線（きょうとふどう251ごう とのしょうやわたせん）は、京都府城陽市から八幡市に至る一般府道である。通称とんぱち線、富八線、八㌧線。

## 概要
城陽市長池から八幡市八幡科手に至る。
途中、木津川で未開通のために寸断される。

### 路線データ
- 起点：城陽市長池（長池交差点、国道24号交点）
- 終点：八幡市八幡科手（京都府道・大阪府道13号京都守口線・京都府道801号京都八幡木津自転車道線交点、京都府道22号八幡木津線起点、大阪府道・京都府道735号長尾八幡線終点）

## 路線状況

### 重複区間
- 京都府道22号八幡木津線（京田辺市大住 - 京田辺市大住・大住工業団地北交差点）
- 京都府道284号八幡京田辺インター線（京田辺市松井 - 八幡市内里河原・内里河原交差点）
- 大阪府道・京都府道735号長尾八幡線（八幡市八幡一ノ坪・八幡一ノ坪交差点 - 八幡市八幡科手（終点））
- 京都府道22号八幡木津線（八幡市八幡三本橋・三本橋交差点 - 八幡市八幡科手（終点））

## 地理

### 通過する自治体
- 京都府
  - 城陽市 - 京田辺市 - 八幡市

### 交差する道路
| 交差する道路 | 市町村名 | 交差する場所 | 交差する場所         |
| --- | -------- | ------------ | -------------------- |
| 国道24号 / 奈良街道 | 城陽市   | 長池         | 長池交差点 / 起点    |
| 京都府道253号富野荘停車場線 | 城陽市   | 富野         | 富野荘駅前交差点     |
| 京都府道252号寺田水主線 | 城陽市   | 枇杷庄       | 枇杷庄交差点         |
| 未供用区間 |          |              |                      |
| 京都府道801号京都八幡木津自転車道線 | 京田辺市 | 大住         |                      |
| 京都府道22号八幡木津線 重複区間起点 | 京田辺市 | 大住         |                      |
| E24 京奈和自動車道 | 京田辺市 | 大住         | 2 田辺北IC           |
| 京都府道22号八幡木津線 重複区間終点 | 京田辺市 | 大住         | 大住工業団地北交差点 |
| 国道1号 / 第二京阪道路（一般部） 京都府道284号八幡京田辺インター線 重複区間起点                                                                         | 京田辺市 | 松井         |                      |
| 大阪府道・京都府道736号交野久御山線 | 八幡市   | 内里荒場     | 荒場北交差点         |
| 京都府道284号八幡京田辺インター線 重複区間終点 | 八幡市   | 内里河原     | 内里河原交差点       |
| 国道1号 / 京阪国道 大阪府道・京都府道735号長尾八幡線 重複区間起点                                                                                       | 八幡市   | 八幡一ノ坪   | 八幡一ノ坪交差点     |
| 京都府道281号八幡城陽線 | 八幡市   | 八幡三反長   | 広門交差点           |
| 京都府道22号八幡木津線 重複区間起点 | 八幡市   | 八幡三本橋   | 三本橋交差点         |
| 京都府道・大阪府道13号京都守口線 京都府道22号八幡木津線 重複区間終点 大阪府道・京都府道735号長尾八幡線 重複区間終点 京都府道801号京都八幡木津自転車道線 | 八幡市   | 八幡科手     | 終点                 |

### 交差する鉄道
- 近鉄京都線
- 京阪本線

### 沿線
- JR西日本奈良線 長池駅
- アル・プラザ城陽
- 城陽市立富野小学校、富野幼稚園
- 社会福祉法人 清仁保育園
- 城陽富野郵便局
- 近鉄京都線 富野荘駅
- 重要文化財 澤井家住宅
- 大住車塚古墳
- 大住郵便局
- 京田辺市立大住小学校、大住幼稚園
- 社会福祉法人大住福祉会 大住保育園
- 南和鉄鋼
- 京都府立京都八幡高等学校
- 八幡市立男山東中学校
- ボートピア京都やわた
- 八幡警察署
- 八幡市役所
- 京阪本線 石清水八幡宮駅